# RS-442
Pour les articles homonymes, voir Route 442.
La RS 442 est une route locale du Nord-Ouest de l'État du Rio Grande do Sul qui relie la municipalité de Machadinho, sur le río Uruguay, à la limite avec l'État de Santa Catarina, à celle de São José do Ouro, à la jonction avec la RS-343/RS-477. Elle dessert ces deux seules communes, et est longue de 26 km.